# 산악가시주머니생쥐
산악가시주머니생쥐(Heteromys oresterus)는 주머니생쥐과에 속하는 설치류의 일종이다. 코스타리카의 토착종이다. 자연 서식지는 아열대 또는 열대 습윤 저지대 숲이다. 서식지 감소로 위협을 받고 있다.